# Sîrkivșciîna, Ovruci
Sîrkivșciîna (în ucraineană Сирківщина) este un sat în comuna Hlupleanî din raionul Ovruci, regiunea Jîtomîr, Ucraina.

## Demografie
Componența lingvistică a localității Sîrkivșciîna
     Ucraineană (100%)
Conform recensământului din 2001, toată populația localității Sîrkivșciîna era vorbitoare de ucraineană (100%).